# Cykelkorg

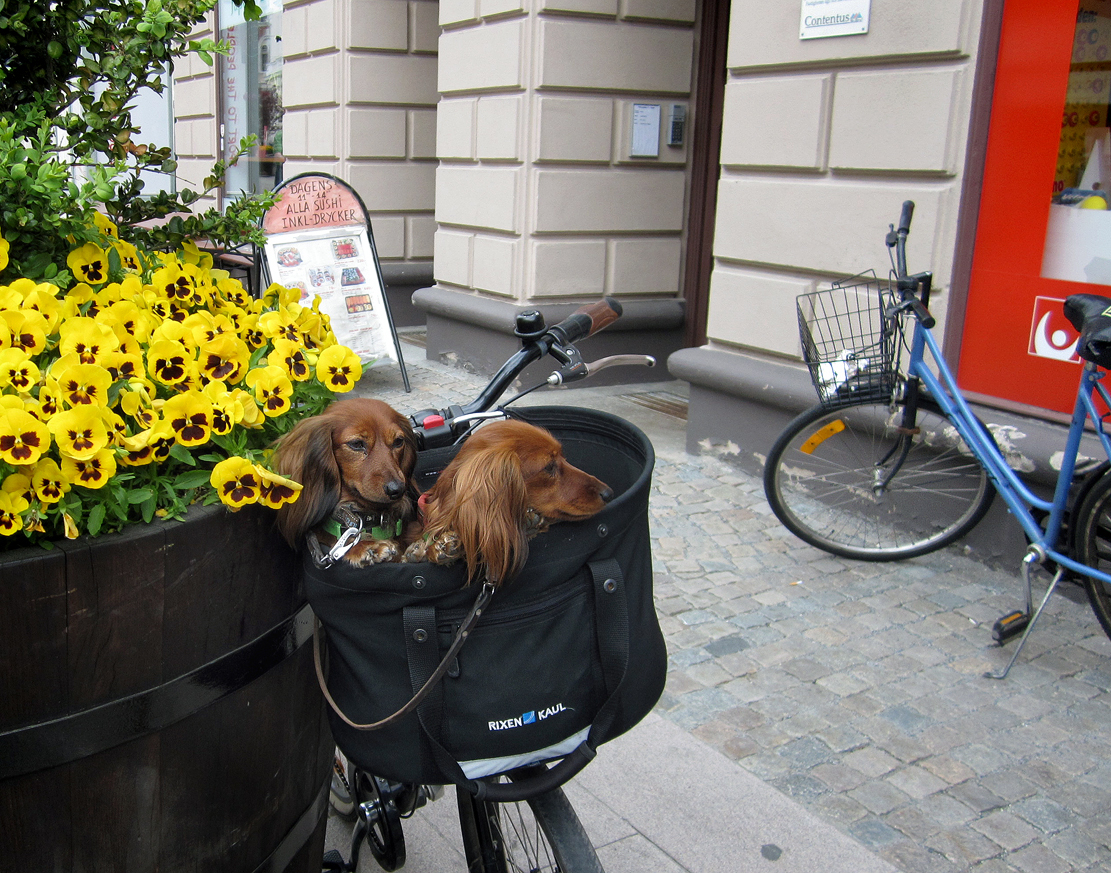
Cykelkorg i syntetmaterial, med bärhandtag och blixtlås försedd ficka, monterad på cykelstyret. Till höger i bild en enklare modell i plastad metalltråd.

Cykelkorgen är en korg som används som bagageutrymme på cyklar. Cykelkorgar sitter vanligtvis på styrstången eller pakethållaren. De tillverkas i olika material, men metall är vanligast. 
Korgar på styret är vanligare på äldre cyklar, dels för att nyare cyklar ofta har broms- och växelslangar som sitter i vägen. En annan anledning är att det har det blivit vanligare med cykelväskor.
Vissa korgar har tunna metallstänger med stora öppningar så att framlyktan skall kunna lysa igenom. Eftersom framlyktan dock kan vara i vägen när man packar korgen, så är det även vanligt att lyktan monteras på framgaffeln istället.